# June Croft
June Croft (Reino Unido, 17 de junio de 1963) es una nadadora británica retirada especializada en pruebas de estilo libre, donde consiguió ser campeona olímpica en 1984 en los 400 metros.

## Carrera deportiva
En las Olimpiadas de Moscú 1980 ganó la plata en los relevos de 4x100 metros estilos, tras Alemania del Este y por delante de la Unión Soviética (bronce).
En los Juegos Olímpicos de Los Ángeles 1984 ganó la medalla de bronce en los 400 metros estilo libre, con un tiempo de 4:11.49 segundos, tras la estadounidense Tiffany Cohen y su paisana británica Sarah Hardcastle.